# Kraftwerk (альбом)
| Оценки критиков | Оценки критиков |
| Источник        | Оценка          |
| --------------- | --------------- |
| AllMusic        | [ 2 ]           |

Kraftwerk (рус. Электростанция) — дебютный студийный альбом немецкой группы Kraftwerk, вышедший в 1970 году на лейбле Philips Records.

## Об альбоме
До диска Kraftwerk Хюттером и Шнайдером был выпущен альбом «Tone Float» с группой Organisation, предшествовавшей Kraftwerk.
Главные участники Kraftwerk Ральф Хюттер и Флориан Шнайдер использовали двух барабанщиков во время записи альбома: Андреаса Хоуманна и Клауса Дингера. Их игра придаёт альбому рок-нотку. Музыка альбома довольно экспериментальна. Это оказывается совершенно отличным от «Tone Float» или следующей пары альбомов Kraftwerk, Kraftwerk 2 и Ralf und Florian, которые были полностью записаны дуэтом Хюттера и Шнайдера. Согласно более поздним интервью с Дингером, он играет на второй стороне ("Vom Himmel hoch"), в то время как Хоуманн играет на первой стороне ("Ruckzuck", "Stratovarius"), которая была завершена до того, как Дингер присоединился к сессиям.
Все треки альбома представляют собой инструментальные композиции, из которых "Ruckzuck" и "Stratovarius" наиболее близки по стилю к рок-музыке. "Ruckzuck" управляется мощным риффом с несколькими дублированными флейтами, а также электрической скрипкой и гитарой; эти инструменты часто подключаются к дополнительной электронике через преобразователь высоты тона в напряжение в студии электронной музыки. Также песня имеет плотно расположенную вступительную часть, которая включает в себя резкое изменение темпа, перед расширенной и в основном ударной средней частью, с ещё более быстрой репризой вступительной темы, чтобы закончить пьесу. После продолжительного открытия дрона, сыгранного на клавишных, "Stratovarius" развивает страшное органное вступление как более свободную последовательность джемов, основанных в основном на гитаре и барабанах, которые накапливаются и разрушаются. "Megaherz" — дуэт, сыгранный Хюттером и Шнайдером, начинающийся с глубокого, пульсирующего басового тона, который неуклонно расширяется с помощью электронных обработок до диссонирующей кульминации. После этого следует медитативная средняя часть, исполняемая флейтой и клавишными, после чего произведение завершается серией волнообразных крещендо возрастающей интенсивности. "Vom Himmel hoch" начинается с отдалённо звучащих дронов, которые развиваются в Эффект Доплера, когда клавиатуры начинают имитировать звук падающих бомб. В конце концов, появляется очень грубая рок-канавка (вызванная первыми ударами барабанов Дингера), которая ускоряется в темпе и, после краткого звукового перерыва, достигает взрывного финала.
После записи этого альбома к группе присоединялся гитарист Михаэль Роттер, но ещё до записи следующего альбома, он вместе с Клаусом Дингером покинул Kraftwerk. Вскоре после выхода из состава Kraftwerk, Дингер и Роттер основали другую успешную группу краут-рока — Neu!, продюсером которой также стал Конни Планк.

## Обложка
Дизайн обложки, приписываемый Ральфу Хюттеру, представляет собой любопытный намёк на влияние Энди Уорхола и тогдашнего движения современного поп-арта, на котором изображён флуоресцентный дорожный конус, нарисованный в стиле Уорхола. Слово "Kraftwerk" означает электростанцию или завод и оборудование — отсюда использование знака на обложке, чтобы передать идею дорожных работ, связанных с заводом и оборудованием/людьми на работе. Изображение на внутренней стороне конверта с воротами представляет собой электрическую подстанцию "x", сфотографированную художниками – концептуалистами из Дюссельдорфа Берндом и Хиллой Бехер, известными своей серией фотографических типологий, которая прославила промышленную и городскую среду — и, как следствие, общество, которое её построило, – показывая множество вариаций обычных типов зданий. Меньшие фотографии музыкантов были сделаны на Эссенском фестивале попа и блюза "Grugahalle" 2 мая 1970 года, когда Хюттер и Шнайдер выступали в предшественице Kraftwerk — Organisation.

## Выступления и релиз
Существует цветная видеозапись с WDR концертного исполнения "Ruckzuck" предыдущей группой Хюттера и Шнайдера, Organisation, а также другая чёрно-белая запись, на которой её исполняет состав Хюттера/Шнайдера/Дингера уже из Kraftwerk.
Гитарист Михаэль Ротер присоединился к группе после этого альбома, и, что примечательно, примерно в то же время Хюттер фактически покинул группу на несколько месяцев в 1971 году. Состав Kraftwerk из 3 человек, состоящий из Шнайдера, Дингера и Ротера, появился на радио Бремена, а также в телешоу Beat-Club. После этого Дингер и Ротер ушли, чтобы сформировать уважаемую группу Neu!, а Хюттер присоединился к Шнайдеру, чтобы продолжить запись Kraftwerk и обеих сторон под руководством Конни Планка.
Ни один материал с этого альбома не был исполнен на концертах со времени тура Autobahn в 1975 году, и на сегодняшний день альбом официально не переиздавался на компакт-диске. Группа, по-видимому, неохотно рассматривает альбом как часть своего канона, и в более поздних интервью Шнайдер назвал первые три альбома Kraftwerk "археологией". Однако нелицензионные CD и виниловые версии альбома были широко доступны с середины 1990-х годов на лейблах Germanofon и Crown. Kraftwerk намекнули, что альбом, возможно, наконец-то увидит переиздание на компакт-диске после их коробочного набора Der Katalog.
"Ruckzuck" была использована в качестве темы для шоу PBS "Яблоко Ньютона" в Соединённых Штатах. Его использовали без разрешения. В более поздних эпизодах шоу представлена неизвестная кавер-версия песни.

## Список композиций
Вся музыка написана Ральф Хюттер и Флориан Шнайдер-Эслебен.
| №                   | Название            | Перевод             | Длительность |
| ------------------- | ------------------- | ------------------- | ------------ |
| 1.                  | «Ruckzuck»          | Рывок               | 7:47         |
| 2.                  | «Stratovarius»      | Стратовариус        | 12:10        |
| Общая длительность: | Общая длительность: | Общая длительность: | 19:57        |

| №                   | Название            | Перевод                                   | Длительность |
| ------------------- | ------------------- | ----------------------------------------- | ------------ |
| 3.                  | «Megaherz»          | Мега Сердце, также игра на слове Мегагерц | 9:30         |
| 4.                  | «Vom Himmel hoch»   | С Неба Высоко                             | 10:12        |
| Общая длительность: | Общая длительность: | Общая длительность:                       | 19:42        |

## Участники записи
- Ральф Хюттер — орган, гитара, тубон, дизайн обложки
- Флориан Шнайдер-Эслебен — флейта, скрипка, перкуссия
- Андреас Хоуманн — ударные на "Ruckzuck" и "Stratovarius"
- Клаус Дингер — ударные на "Vom Himmel hoch"

Дополнительный персонал
- Конни Планк — звукорежиссёр и продюсер
- Клаус Лёхмер (Klaus Löhmer) — помощник звукорежиссёра

### Другие издания
- Германия: 1 декабря 1970, Philips (6305 058), пластинка
- Франция: 1973, Philips (9118 002), пластинка
- Великобритания: март 1973, Vertigo (6441 077), пластинка (комплект из первых двух альбомов Kraftwerk, выпущенных в Германии)